# Heribert Meier
Heribert Meier (* 14. März 1940 in Clarholz; † 9. November 2001 in Hannover) war ein deutscher Politiker (CDU).
Meier besuchte die Volksschule in Clarholz und machte anschließend von 1954 bis 1957 eine Lehre zum Konditor. Im Jahr 1962 absolvierte er die Meisterprüfung im Konditorenhandwerk. Von 1964 bis 1966 war Meier bei der Bundeswehr. Nach seiner Rückkehr arbeitete er seit 1967 selbständig als Betreiber eines Konditorei-Cafés.
Meier war Mitglied der Jungen Union und seit 1969 auch Mitglied der CDU. Er war Vorsitzender der CDU in Clausthal-Zellerfeld und stellvertretender Vorsitzender des CDU-Kreisverbandes Goslar. Zudem war er Landesinnungsmeister des Landesinnungsverbandes der Konditoren Niedersachsen und Mitglied im Vorstand des Deutschen Konditorenbundes. Seit 1972 engagierte er sich als Ratsherr von Clausthal-Zellerfeld. Vier Jahre später wurde er zum ersten stellvertretenden Bürgermeister und zum CDU-Fraktionsvorsitzenden gewählt. Er war seit 1976 im Kreistag des Landkreises Goslar vertreten, wo er CDU-Fraktionsvorsitzender war. Am 11. Dezember 1990 rückte er in der zwölften Wahlperiode in den Niedersächsischen Landtag nach, dem er bis zu seinem Tod im Jahr 2001 angehörte.